# Moffen

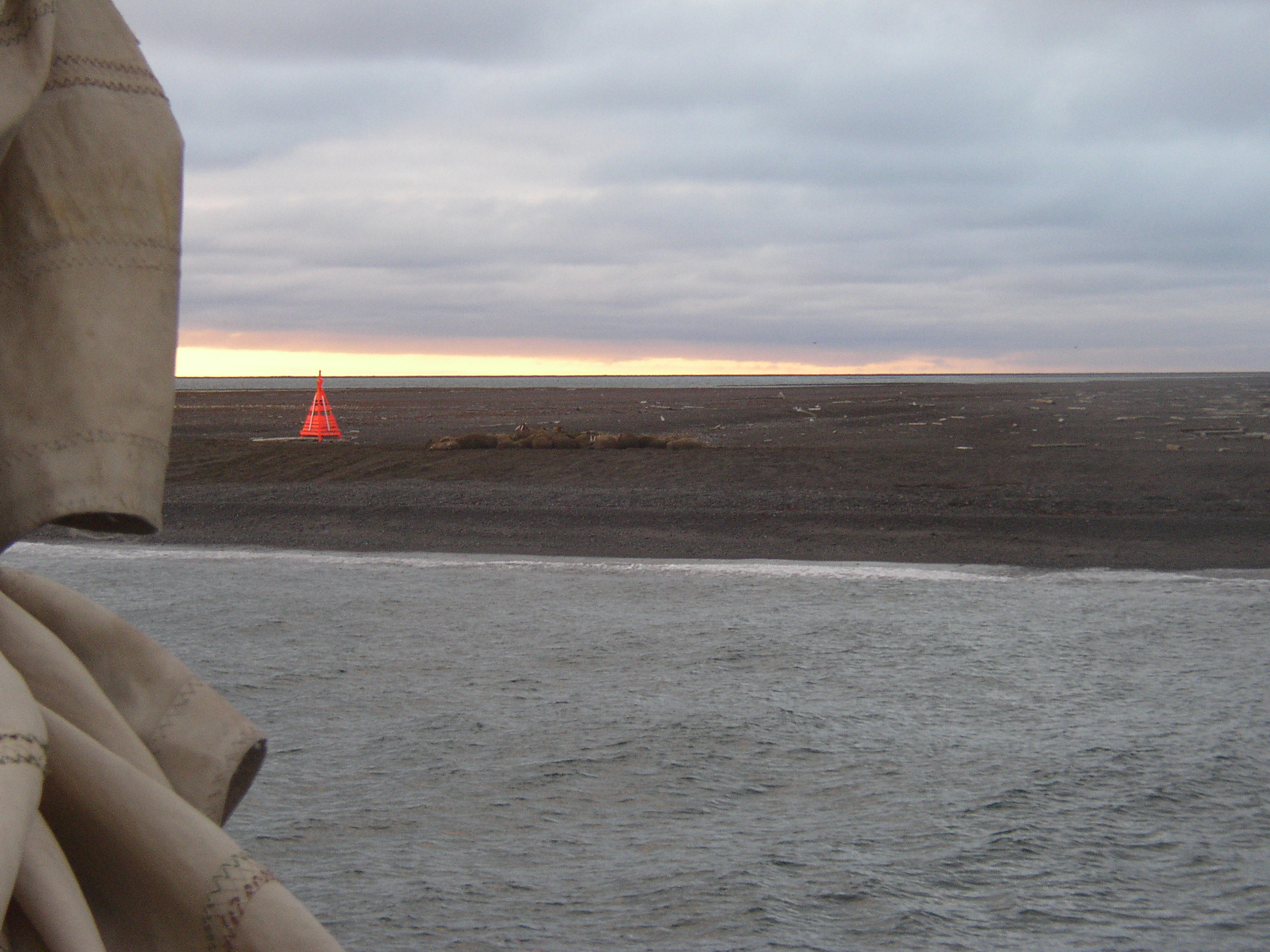
Morses sur l’île Moffen

Moffen est une île située au nord du Wijdefjorden, sur la côte nord du Spitzberg au Svalbard. L’île est plate, elle est d’accès aisé pour les mammifères marins. Elle est un lieu important pour les morses dont on trouve de grandes colonies. L’île est aussi un lieu de reproduction important pour les oiseaux.
L’île est une réserve naturelle et fait partie du parc national de Nordvest-Spitsbergen.
L’île Moffen fut portée pour la première fois sur une carte par Hendrick Doncker en 1655.

## Sources
- (no) Cet article est partiellement ou en totalité issu de l’article de Wikipédia en norvégien intitulé « Moffen » (voir la liste des auteurs).